# Dioramic
Dioramic est un groupe allemand de rock progressif, originaire de Kaiserslautern.

## Histoire
Entre 2002 et 2004, Dioramic donne ses premiers concerts et gagne quelques concours de groupes. En novembre 2004, le groupe enregistre son premier EP et remporte le Local-Heroes-Bandcontest. Entre novembre 2004 et janvier 2005, le groupe travaille sur son premier album Phase of Perplexity, qui sort en auto-production le 16 avril 2005 sur le label indépendant Daddykate de Kaiserslautern. La même année, le groupe assure la première partie du Southside Festival. L'EP démo sorti en 2007 devient « démo du mois » au magazine Visions en octobre 2007, la démo du mois dans le magazine Rock Hard en janvier 2008 et est présenté dans le magazine unclesally*s.
En janvier 2010, l'album Technicolor, produit par Kurt Ebelhäuser, sort sur Lifeforce Records. Visions fait des comparaisons avec Muse et The Fall of Troy et qualifie l'album de « fusion metal habile ». Musikreviews.de qualifie la musique de Dioramic de « mélange d'alternatif, de progressif, de metal extrême et de punk hardcore, [... ] et aussi du post-hardcore, du post-rock, des soundscapes, du screamo, de l'emo, du deathcore, du sludge metal, du rock indépendant et d'ambient ». Le Rock Hard écrit que les « Dioramic ont un goût énormément sûr, sont agréablement doués techniquement, traversent le monde en personnes curieuses ». Après qu'Anton Zaslavski ait connu un succès croissant en tant que Zedd et que Jochen Müller ait commencé des études de philosophie et de germanistique, ils quittent officiellement le groupe en mars 2012, qui se reforme peu après avec de nouveaux membres.
Depuis mai 2013, Paul Seidel, jusqu'alors batteur dans le groupe de mathcore berlinois War from a Harlots Mouth, est membre permanent de Dioramic. En septembre 2014, le troisième album Supra sort chez Pelagic Records. L'enregistrement de l'album commence dès 2011. L'album est financé grâce à une campagne de financement participatif. 

## Style musical
Rock Hard décrit le style musical du groupe comme un mélange d'alternatif, de new prog et de metalcore et fait des comparaisons avec Muse, The Mars Volta, Dredg et Deftones. 

## Discographie
- 2005 : Dioramic (EP)
- 2005 : Phase of Perplexity
- 2007 : Demo (EP)
- 2010 : Technicolor (Lifeforce Records)
- 2014 : Supra (Pelagic Records)